# Fritz Plasser
Fritz Plasser (* 22. September 1948 in Wien) ist ein österreichischer Politikwissenschafter.

## Leben
Fritz Plasser wurde 1948 in Wien geboren. Nach dem Studium an der Universität Wien und seiner Promotion 1974 habilitierte er an der Universität Innsbruck im Jahr 1986. Seit 1993 ist er Universitätsprofessor am Institut für Politikwissenschaft der Universität Innsbruck und seit Oktober 2006 (als Nachfolger von Anton Pelinka) Dekan der Innsbrucker Fakultät für Politikwissenschaft und Soziologie. Weiters leitet er das Wiener Ludwig-Boltzmann-Institut für angewandte Politikforschung.
Er ist Autor, Koautor und Mitherausgeber von bislang 28 Büchern und mehr als 100 wissenschaftlichen Veröffentlichungen in Sammelwerken und Fachzeitschriften.

### Lehrtätigkeiten im Ausland
- 2000–2001 Fahrenkopf-Manatt-Visiting Professor an der Graduate School of Political Management der George Washington University in Washington D.C.
- 2004–2005 Shorenstein Fellow an der John F. Kennedy School of Government der Harvard University in Cambridge (Massachusetts).

### Mitgliedschaften
- Österreichische Gesellschaft für Politikwissenschaft (ÖGPW)
- American Political Science Association (APSA)
- International Political Science Association (IPSA)
- World Association for Public Opinion Research (WAPOR)
- International Association of Political Consultants (IAPC)
- Verband der Marktforscher Österreichs (VMÖ)

### Funktionen in wissenschaftlichen Organisationen
- 1995–1996 Vorstandsvorsitzender der Österreichischen Gesellschaft für Politikwissenschaft
- Mitglied des wissenschaftlichen Beirates des Rudolf-Sallinger-Fonds
- Regionaler Repräsentant der World Association of Public Opinion Research (WAPOR) für Ostmitteleuropa

## Werk
Fritz Plasser erkennt in den letzten Jahren eine Trendwende von einer „gesellschaftlich verankerten Parteiendemokratie zu einer unsteten und stimmungsabhängigen Mediendemokratie.“ Als Konsequenz sieht er eine tendenziell sinkende Wahlbeteiligung und eine pessimistische Grundstimmung der Bevölkerung gegenüber politischen Eliten. Das Vertrauen in Regierungen und politische Institutionen schwinde, der Bürger fühle sich vernachlässigt, wodurch ein Desinteresse an Politik entstehe. Plasser versteht unter Mediendemokratie eine Beeinflussung des gesellschaftlich-politischen Bildes der Bevölkerung durch die Medien und Journalismus.

## Werke

### Wahlkampf um das Weiße Haus (2001)
Fritz Plasser beschäftigt sich in diesem Buch gemeinsam mit seinem Kollegen Peter Filzmaier mit den amerikanischen Präsidentschaftswahlen und legt dabei besonderes Gewicht auf die Wahl 2000.
Die Autoren skizzieren zunächst allgemein den Modus der Präsidentschaftswahl: die Geschichte und unterschiedliche Modelle der Vorwahlen (Primaries), die Nominierungsparteitage, die Auswahl des Kandidaten für das Amt des Vizepräsidenten, die (Nicht-)Bedeutung der nationalen Parteiapparate sowie die Rolle der Medien.
Analysiert werden die Wahlkämpfe Bush und Gores, sowie der Rechtsstreit beider Parteien nach der Wahl und dessen Entscheidung durch den Supreme Court in Washington.
Beiden geht es darum das Verhältnis der Wahl 1996 und der Wahl 2000 zu veranschaulichen und die Niederlage damit zu erklären. Hinzugezogen wird auch die Bedeutung der Wahlmänner.
Außerdem beschäftigen sich Plasser/Filzmaier ausführlich mit den Kongresswahlen (vor allem bei der Wahl 2000) und deren Bedeutung für die (innen-)politische Situation in den USA.
Insbesondere die Rolle des Geldes in Wahlkämpfen wird beleuchtet – ein durchschnittlicher Wahlkampf für das Repräsentantenhaus kostet 600.000 US-Dollar, der für den Senat sogar zwischen vier und fünf Millionen – besonders gehen die Autoren hier auf den Wahlkampf im Internet ein.

### Politik auf amerikanisch: Wahlen und politischer Wettbewerb in den USA (2005)
In „Politik auf amerikanisch: Wahlen und politischer Wettbewerb in den USA“ (2005) bietet Fritz Plasser zusammen mit Peter Filzmaier einen problemorientierten Überblick von Wahlkämpfen und Wettbewerbsfaktoren im politischen System der USA. Plasser/Filzmaier untersuchen die Wahlkampfstrategien der Demokraten und Republikaner, ihr „Kampagnenmanagement“, sowie die Beeinflussung durch die Massenmedien. 
Speziell das Fernsehen steht im Fokus der Analyse, sowie der politische, marketing-publizistische Journalismus in Bezug auf seine Politikvermittlung und die damit verbundenen Gefahren der gesteuerten Meinungsbildung.

### Wahlverhalten in Bewegung. Analysen zur Nationalratswahl 2002 (2003)
Plasser analysiert in diesem Werk den österreichischen Nationalratswahlkampf 2002 sowie die Veränderung der Parteien. Mit einbezogen werden die Wählerentscheidung und das politische Kräfteverhältnis. Wichtig sind für Plasser bei der Analyse, wie so häufig in seinen Werken, die politische Streuung der Medien und des Journalismus. Des Weiteren sind ihm die Akteure des Wahlkampfes und die Wechselwirkungen der Wählermeinung wichtig.

### Veröffentlichungen
- Politik auf amerikanisch. Wahlen und politischer Wettbewerb in den USA (2005)
- Politische Kommunikation in Österreich. Ein praxisnahes Handbuch (2004)
- Party Response To Electoral Markets (2004)
- Wahlverhalten in Bewegung. Analysen zur Nationalratswahl 2002 (2003)
- Globalisierung der Wahlkämpfe. Praktiken der Campaign Professionals im weltweiten Vergleich (2003)
- Das österreichische Politikverständnis. Von der Konsens- zur Konfliktkultur? (2002)
- Global Political Campaigning. A Worldwide Analysis of Campaign Professionals and Their Practices (2002)
- La Campana Global. Los nuevos gurues de marketing politico en accion, (2002)
- Wahlkampf um das Weiße Haus. Presidential Elections in den USA (2001)
- Die Zukunft der österreichischen Demokratie. Trends, Prognosen und Szenarien (2000)
- Das österreichische Wahlverhalten (2000)
- Parteien auf komplexen Wählermärkten. Reaktionsstrategien politischer Parteien in Westeuropa (1999)
- Wahlen und politische Einstellungen in Deutschland und Österreich (1999)
- Democratic Consolidation in East-Central Europe (1998)
- On the Eve of EU Enlargement. Economic Developments and Democratic Attitudes in East Central Europe (1998)
- Die amerikanische Demokratie. Regierungssystem und politischer Wettbewerb in den USA (1997)
- Politischer Kulturwandel in Ost-Mitteleuropa. Theorie und Empirie demokratischer Konsolidierung (1997)
- Wahlkampf und Wählerentscheidung. Analysen zur Nationalratswahl 1995 (1996)
- Political Culture in East Central Europe (1996)
- Wählerverhalten und Parteienwettbewerb. Analysen zur Nationalratswahl 1994 (1995)
- Transformation oder Stagnation? Aktuelle politische Trends in Osteuropa (1993)
- Regimewechsel. Demokratisierung und politische Kultur in Ost-Mitteleuropa (1992)
- Vorwahlen und Kandidatennominierung im internationalen Vergleich (1992)
- Staatsbürger oder Untertanen? Politische Kultur Deutschlands, Österreichs und der Schweiz im Vergleich (1991)
- Das österreichische Parteiensystem (1988)